# Fernando De Napoli
Pour les articles homonymes, voir Napoli.
Fernando De Napoli  est un footballeur italien, né le 15 mars 1964 à Chiusano di San Domenico dans la province d'Avellino. Il jouait au poste d'ailier.

## Carrière
- 1982-1986 :  US Avellino
- → 1982-1983 :  Rimini Calcio (prêt)
- 1986-1992 :  SSC Naples
- 1992-1994 :  Milan AC
- 1994-1997 :  Reggiana AC[1],[2]

## Palmarès

### En sélection
- 16 sélections et 1 but avec l'équipe d'Italie espoirs entre 1984 et 1986
- 54 sélections et 1 but avec l'équipe d'Italie entre 1986 et 1992

### En club
- Vainqueur de la Coupe de l'UEFA en 1989 avec Naples
- Champion d'Italie en 1987 et 1990 avec Naples
- Champion d'Italie en 1993 et 1994 avec le Milan AC
- Vainqueur de la Coupe d'Italie en 1987 avec Naples